# Блуменверф

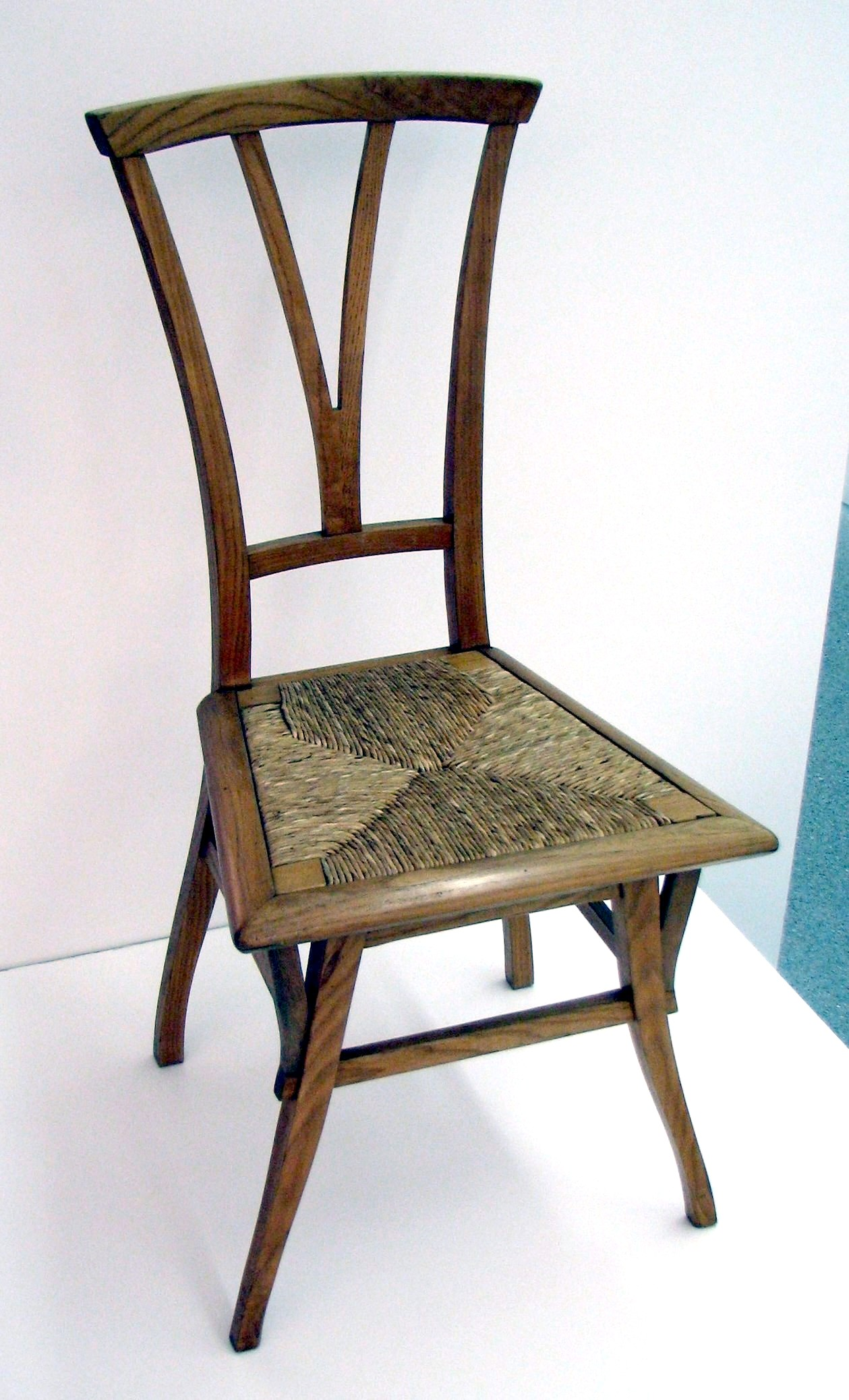
Стул, спроектированный специально для особняка Блюменверф

Блюменверф (фр. maison Bloemenwerf, нидерл. Bloemenwerf Huis) — резиденция бельгийского художника, архитектора и дизайнера интерьеров Анри ван де Велде, построенная в 1895 году, в бельгийском городе Уккеле.
Отчасти ван де Велде был вдохновлён на создание своего особняка подходом к проектированию прерафаэлита Уильяма Морриса, который для достижения целостности в своём Красном доме самостоятельно работал как над зданием, так и над отдельными деталями интерьера. Велде, начав планировать особняк с внутренних помещений, перешёл к созданию внешнего облика здания. Он не хотел приобретать купленные вещи, поэтому спроектировал для Блуменверфа мебель, дверные ручки, столовые приборы и одежду. Кроме того, он занимался цветовой композицией подаваемых блюд.